# Hendrina Sollewyn
Hendrina Alida Sollewyn (Haarlem, 28 oktober 1783 – aldaar, 6 oktober 1863) was een Nederlands schilder en tekenaar. De familienaam wordt ook vermeld als Sollewijn. Ze signeerde haar werk als H.A. Sollewyn.

## Leven en werk
Hendrina Sollewyn was een dochter van fabrikeur Pieter Sollewyn en Jansje la Roop. Ze kreeg les van schilder Wybrand Hendriks. Ze schilderde en tekende stillevens met bloemen en vruchten. Tijdgenoten Roeland van Eijnden en Adriaan van Willigen zagen haar werk op tentoonstellingen en beschreven haar in hun Geschiedenis der vaderlandsche schilderkunst als: 

eene verdienstelijke Schilderesse van Bloemen en Vruchten. De Heer Hendriks was haar Leermeester, en dagelijks heeft zij de beste gelegenheid, om zich in de omstreken harer geboortestad naar de natuur te oefenen, door het teekenen van Bloemen en Planten. (...) Wij zagen ook naauwkeurig geteekende Voorwerpen, betrekkelijk de Natuurlijke Historie, door haar vervaardigd.

Sollewyn was lid van Kunst Zij Ons Doel, dat in 1821 werd opgericht. Ze nam deel aan diverse tentoonstellingen, waaronder een aantal tentoonstellingen van Levende Meesters in Haarlem, Den Haag en Amsterdam. Ze woonde de laatste tien jaren van haar leven in het Teylers Hofje aan het Spaarne.
Hendrina Sollewyn overleed in 1863, op 79-jarige leeftijd.
- Biografisch Portaal: 58599120
- Digitale Bibliotheek voor de Nederlandse Letteren: soll004
- RKD-Nederlands Instituut voor Kunstgeschiedenis: 73829
- Union List of Artist Names: 500029628
- Virtual International Authority File: 95864446